# Oberonioides microtatantha
Oberonioides microtatantha är en orkidéart som först beskrevs av Tang och Fa Tsuan Wang, och fick sitt nu gällande namn av Dariusz Lucjan Szlachetko. Oberonioides microtatantha ingår i släktet Oberonioides och familjen orkidéer. Inga underarter finns listade i Catalogue of Life.